# Tầng Artinsk
| Hệ/ Kỷ                               | Thống/ Thế   | Bậc/ Kỳ      | Tuổi (Ma) | Tuổi (Ma) |
| ------------------------------------ | ------------ | ------------ | --------- | --------- |
| Trias                                | Hạ/Sớm       | Indu         | trẻ hơn   | trẻ hơn   |
| Permi                                | Lạc Bình     | Trường Hưng  | 251.902   | 254.14    |
| Permi                                | Lạc Bình     | Ngô Gia Bình | 254.14    | 259.1     |
| Permi                                | Guadalupe    | Capitan      | 259.1     | 265.1     |
| Permi                                | Guadalupe    | Word         | 265.1     | 268.8     |
| Permi                                | Guadalupe    | Road         | 268.8     | 272.95    |
| Permi                                | Cisural      | Kungur       | 272.95    | 283.5     |
| Permi                                | Cisural      | Artinsk      | 283.5     | 290.1     |
| Permi                                | Cisural      | Sakmara      | 290.1     | 295.0     |
| Permi                                | Cisural      | Assel        | 295.0     | 298.9     |
| Carbon                               | Pennsylvania | Gzhel        | già hơn   | già hơn   |
| Phân chia kỷ Permi theo ICS năm 2017 |              |              |           |           |

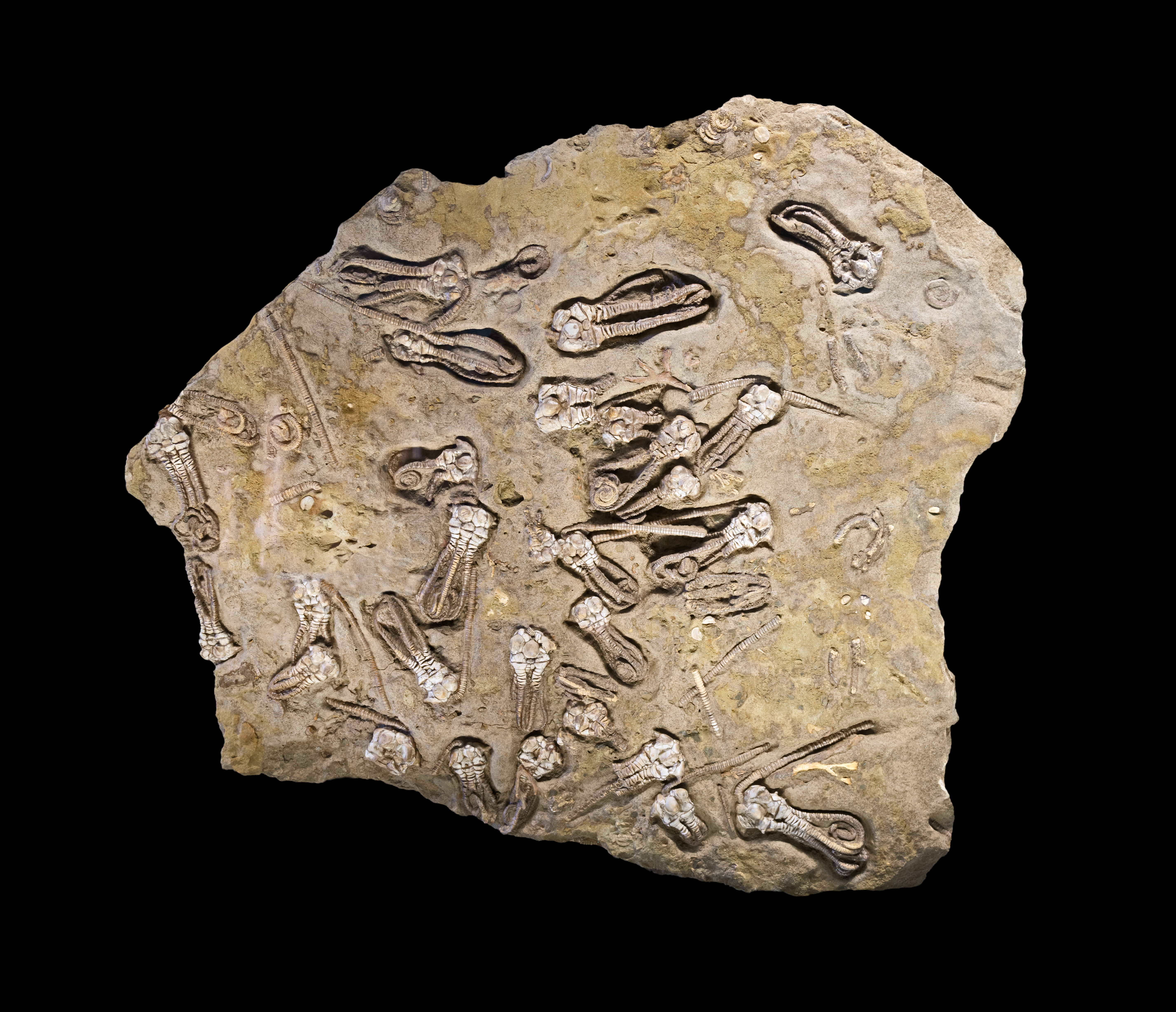
Jimbacrinus bostocki Tầng Artinsk của Úc.

Tầng Artinsk là tầng động vật thứ ba trong thế Cisural của kỷ Permi. Nó kéo dài từ khoảng 284,4 ± 0,7 triệu năm trước (Ma) tới 275,6 ± 0,7 Ma, do A. P. Karpinsky đặt năm 1874. Trong đề xuất ban đầu nó bao gồm cả tầng Sakmara như là một đơn vị phân chia trong tầng này, nhưng đến năm 1936 thì V.E. Ruzhentsev đã tách tầng Sakmara ra khỏi nó. Như vậy, hiện nay, tầng đứng trước nó là tầng Sakmara còn tầng đứng sau nó là tầng Kungur trong cùng một thế. Theo Đại Bách khoa Toàn thư Xô viết thì tên gọi của tầng này lấy theo tên gọi nhà máy Artinsk (tiếng Nga: Артинский завод). Nhà máy này thành lập năm 1787, là nhà máy xuất hiện sớm nhất tại khu vực Ural, hiện vẫn còn hoạt động và nằm trong làng kiểu thị trấn có tên gọi là Arti, thuộc tỉnh Sverdlov, cách thành phố Ekaterinburg khoảng 180 km về phía tây nam.
GSSP chính thức của ICS vẫn chưa được xác định. Mốc đánh dấu sự bắt đầu của tầng này là thời điểm xuất hiện lần đầu tiên của các loài động vật răng nón Sweetognathus whitei và Mesogondolella bisselli. Mốc đánh dấu sự kết thúc của tầng này là thời điểm xuất hiện lần đầu tiên của các loài động vật răng nón Neostreptognathus pnevi và Neostreptograthus exculptus.